# Lobomastax tridens
Lobomastax tridens är en insektsart som beskrevs av Marius Descamps 1971. Lobomastax tridens ingår i släktet Lobomastax och familjen Euschmidtiidae. Inga underarter finns listade i Catalogue of Life.